# Alekséi Shved
Alekséi Víktorovich Shved, en ruso: Алексей Викторович Швед, (nacido el 16 de diciembre de 1988 en Belgorod, Rusia) es un jugador de baloncesto ruso que pertenece a la plantilla de los Shanxi Loongs de la CBA china. Con 1,98 de estatura, su puesto natural en la cancha es el de base y escolta.

## Trayectoria
El 23 de julio de 2012, el CSKA Moscú anunció oficialmente la salida de Shved con el fin de firmar con los Minnesota Timberwolves. Dos días más tarde, firmó un acuerdo de varios años con los Timberwolves.
El 23 de agosto de 2014, fue traspasado a los Philadelphia 76ers en un acuerdo de tres equipos que involucro a los Cleveland Cavaliers y los Timberwolves.
El 19 de diciembre de 2014, fue traspasado a los Houston Rockets en un acuerdo entre tres equipos que involucro a los Minnesota Timberwolves y a los 76ers.

### BK Jimki
El 16 de julio del 2015, Shved regresa a Rusia, firmando además un contrato de tres años con el BK Jimki.

## Estadísticas de su carrera en la NBA

### Temporada regular
| Año     | Equipo       | PJ  | PT | MPP  | %TC  | %3P  | %TL  | RPP | APP | ROB | TPP | PPP |
| ------- | ------------ | --- | -- | ---- | ---- | ---- | ---- | --- | --- | --- | --- | --- |
| 2012-13 | Minnesota    | 77  | 16 | 23.9 | .372 | .295 | .720 | 2.3 | 3.7 | .7  | .4  | 8.6 |
| 2013-14 | Minnesota    | 63  | 0  | 10.5 | .321 | .294 | .756 | 1.3 | 1.1 | .4  | .3  | 4.0 |
| 2014-15 | Philadelphia | 17  | 0  | 16.8 | .400 | .298 | .842 | 1.3 | 2.7 | .8  | .1  | 9.9 |
| Total   | Total        | 157 | 16 | 17.8 | .363 | .295 | .754 | 1.8 | 2.5 | .6  | .3  | 6.9 |

## Palmarés
- Liga de Rusia: 4

CSKA Moscú:  2007-08, 2008-09,  2010-11, 2011-12
- Euroliga: 1

CSKA Moscú: 2008
- VTB United League: 2

CSKA Moscú: 2008, 2011-12